# 相澤益男
相澤 益男（あいざわ ますお、1942年8月31日 - ）は日本の工学者、工学博士。
生命工学、バイオエレクトロニクス研究の第一人者であるとともに、東京工業大学学長、国立大学協会会長、文部科学省大学設置・学校法人審議会会長、総合科学技術会議議員を歴任し、日本の大学院改革、科学技術政策に関する提言を行ってきている。内閣府の沖縄科学技術大学院大学学園の今後の諸課題に関する検討会座長も務め、沖縄科学技術大学院大学に対する政府の財政支援を求める外部評価結果の提出を行うなどした。旭硝子財団評議員等も歴任。

## 略歴
- 1942年 横浜市生まれ
- 1961年 神奈川県立湘南高等学校卒業
- 1966年 横浜国立大学工学部電気化学科卒業
- 1971年 東京工業大学大学院理工学研究科博士課程修了
- 1971年 東京工業大学資源化学研究所助手
- 1974年 リーハイ大学博士研究員
- 1980年 筑波大学物質工学系助教授
- 1986年 東京工業大学工学部教授[3]
- 1994年 東京工業大学生命理工学部長[3]
- 2000年 東京工業大学副学長[3]
- 2001年 東京工業大学学長[3]
- 2003年 日本学術会議会員
- 2004年 電気化学会会長、文部科学省大学設置・学校法人審議会会長[4]
- 2005年 日本化学会副会長、文部科学省中央教育審議会大学分科会会長、国立大学協会会長（-2007年）
- 2007年 東京工業大学名誉教授、総合科学技術会議常勤議員、知的財産戦略本部本部員[3]
- 2008年 Int. Soc. Bioluminescence and Chemiluminescence 会長
- 2013年 科学技術振興機構顧問、セントラル硝子取締役[3]
- 2015年 科学技術国際交流センター会長、日本防災産業会議会長[5]、国立大学法人横浜国立大学経営協議会委員[6]
- 2017年 国立大学法人お茶の水女子大学学長選考会議議長[7]
- 2019年 国立大学法人東京農工大学学長選考会議議長[8]

## 受賞・栄典
- 1996年 国際化学センサ賞
- 1997年 日本化学会賞
- 2005年 紫綬褒章[9]
- 2021年 瑞宝重光章[10][11]